# Alessio Figalli
Alessio Figalli (Roma, 2 aprile 1984) è un matematico italiano, attivo principalmente nello studio del calcolo delle variazioni e delle equazioni differenziali alle derivate parziali, vincitore della Medaglia Stampacchia nel 2015, del Premio Feltrinelli Giovani nel 2017 e della medaglia Fields nel 2018.

## Biografia
Diplomatosi al liceo classico  Francesco Vivona di Roma, si è iscritto nel 2002 alla Scuola Normale Superiore e, dopo la laurea specialistica in matematica all'Università di Pisa, conseguita con un anno di anticipo sul piano di studi, ha conseguito il dottorato di ricerca nel 2007, sotto la supervisione di Luigi Ambrosio, della Normale, e di Cédric Villani, dell'École Normale Supérieure di Lione. Nello stesso anno è stato nominato ricercatore (chargé de recherche) al Centro Nazionale per la Ricerca Scientifica francese (CNRS); l'anno successivo ha insegnato all'École polytechnique di Parigi con la qualifica di "Professeur Hadamard" e, nel 2009, all'Università del Texas ad Austin, dapprima come professore associato e poi, dal 2011, come professore ordinario: nel 2013 è stato titolare della cattedra Robert Lee Moore. Dal 2016 è docente in Svizzera dove ha ottenuto una cattedra presso il Politecnico federale di Zurigo.
Il 18 maggio 2022 viene nominato Socio corrispondente dell'Accademia delle Scienze di Torino.

## Lavori
Figalli ha lavorato alla teoria del trasporto ottimale, con particolare attenzione alla teoria della regolarità per mappe di trasporto ottimale e alle sue connessioni con le equazioni di Monge-Ampère. Tra i risultati ottenuti in questa direzione emerge un'importante proprietà di maggiore integrabilità delle derivate seconde delle soluzioni dell'equazione di Monge-Ampère e un risultato di regolarità parziale per le equazioni del tipo Monge-Ampère, entrambe dimostrate assieme a Guido De Philippis.
Ha utilizzato tecniche derivanti dalla teoria del trasporto ottimale per ottenere versioni migliorate della disuguaglianza isoperimetrica anisotropa e ha ottenuto diversi altri importanti risultati sulla stabilità delle disuguaglianze funzionali e geometriche. In particolare, assieme a Francesco Maggi e Aldo Pratelli, ha dimostrato una versione quantitativa della disuguaglianza isoperimetrica anisotropa. Successivamente, in un lavoro congiunto con Eric Carlen, ha affrontato l'analisi di stabilità di alcune disuguaglianze logaritmiche di Hardy-Littlewood-Sobolev e di Gagliardo-Nirenberg per ottenere un tasso quantitativo di convergenza per l'equazione di massa critica di Keller-Segel.
Ha anche lavorato sulle equazioni di Hamilton-Jacobi e le loro connessioni con la teoria debole di Kolmogorov-Arnold-Moser. In una pubblicazione con Gonzalo Contreras e Ludovic Rifford, ha dimostrato l'iperbolicità generica degli insiemi di Aubry su superfici compatte. Inoltre, ha dato diversi contributi alla teoria di Di Perna-Lions, applicandola sia alla comprensione dei limiti semiclassici dell'equazione di Schrödinger con potenziali molto approssimativi che allo studio della struttura lagrangiana delle soluzioni deboli all'equazione di Vlasov-Poisson.
Più recentemente, in collaborazione con Alice Guionnet, ha introdotto e sviluppato nuove tecniche di trasporto nelle matrici casuali per dimostrare i risultati dell'universalità in modelli a matrice multipla. Inoltre, assieme a Joaquim Serra, ha dimostrato la congettura di De Giorgi per i termini di reazione al contorno in dimensione ≤ 5 e ha migliorato i risultati classici di Luis Caffarelli sulla struttura dei punti singolari nel problema dell'ostacolo.

## Riconoscimenti
Tra i suoi vari riconoscimenti, Figalli ha vinto il Giuseppe Borgia dell'Accademia Nazionale dei Lincei, il Carlo Miranda dell'Accademia di Scienze Fisiche e Matematiche di Napoli, entrambi nel 2008, il premio EMS nel 2012 e i premi assegnati dal Collège de France Peccot-Vimont nel 2011 e Cours Peccot nel 2012. Inoltre, ha vinto la medaglia Stampacchia nel 2015 e l'edizione del 2017 del premio Feltrinelli Giovani per la matematica.
Nel 2018 gli è stata assegnata la medaglia Fields come riconoscimento "per i contributi alla teoria del trasporto ottimale e alle sue applicazioni alle equazioni alle derivate parziali, alla geometria metrica e alla probabilità".

## Opere
- Alessio Figalli, Optimal transportation and action-minimizing measures, Pisa, Edizioni della Normale, 2008, ISBN 978-88-7642-330-7.
- Alessio Figalli, Ireneo Peral, Enrico Valdinoci, Partial Differential Equations and Geometric Measure Theory, Springer, 2018, ISBN 978-3-319-74041-6.
- Alessio Figalli, The Monge-Ampère Equation and Its Applications, European Mathematical Society, 2017, ISBN 978-3-03719-170-5.

Articoli
- Guido De Philippis e Alessio Figalli, Optimal regularity of the convex envelope, in Transactions of the American Mathematical Society, vol. 367, n. 6, 1º giugno 2015,  pp. 4407-4422, ISSN 0002-9947 (WC · ACNP), OCLC 5799055663 (archiviato il 14 dicembre 2019).
- Marc Bernot e Alessio Figalli, Synchronized traffic plans and stability of optima, in ESAIM: Control, Optimisation and Calculus of Variations, vol. 14, 4 (20080130),  pp. 864-878, DOI:10.1051/cocv:2008012, ISSN 1292-8119 (WC · ACNP), OCLC 8092287298 (archiviato l'8 agosto 2017). Ospitato su archive.is.
- A. Figalli, A simple proof of the Morse-Sard theorem in Sobolev spaces, in Proceedings of the American Mathematical Society, vol. 136, n. 10, 1º ottobre 2008,  pp. 3675-3681, ISSN 0002-9939 (WC · ACNP), OCLC 5581274668.
- A. Figalli, A geometric lower bound on Grad's number (PDF), in ESAIM: Control, Optimisation and Calculus of Variations, vol. 15, 3 (20080426),  pp. 569-575, DOI:10.1051/cocv:2008032, ISSN 1292-8119 (WC · ACNP), OCLC 8090927991 (archiviato il 14 dicembre 2019). Ospitato su archive.is.